# Gomphomastax disparilis
Gomphomastax disparilis är en insektsart som beskrevs av Bolívar, C. 1927. Gomphomastax disparilis ingår i släktet Gomphomastax och familjen Eumastacidae. Inga underarter finns listade i Catalogue of Life.